# Асёбдара
Асёбдара́ (тадж. Асёбдара) — село (тадж. деҳа) в Раштском районе Таджикистана. Входит в состав сельской общины (джамоата дехота) Ясман. Расстояние от села до центра района (пгт Гарм) — 85 км, до центра джамоата (село Воринг) — 15 км. Население — 433 человек (2017 г.), таджики. Население в основном занято сельским хозяйством (животноводство и растениводство). Земли орошаются главным образом водами горных источников.